# GPT-5
GPT-5 és un model de llenguatge extens desenvolupat i allotjat per OpenAI. És el seu model GPT agentiu i insígnia, i es va llançar el 7 d'agost de 2025. GPT-5 és accessible a través de ChatGPT, tant per a usuaris gratuïts com de pagament, així com a través de l'API.

## Rerefons
El 14 d'abril de 2023, Sam Altman, director executiu d'OpenAI, va parlar en un esdeveniment al Massachusetts Institute of Technology i va dir que l'empresa no estava entrenant GPT-5 en aquell moment. Va afirmar que OpenAI estava "prioritzant el desenvolupament de GPT-4" i que "no estem ni ho farem durant un temps" llançant GPT-5.
Segons The Information, «durant gran part de la segona meitat del 2024, OpenAI estava desenvolupant un model conegut internament com a Orion i que tenia la intenció de convertir-se en GPT-5», «però l'esforç d'Orion no va aconseguir produir un model millor i, en canvi, l'empresa el va llançar com a GPT-4.5 al febrer [de 2025]».
El 18 de juliol de 2023, OpenAI va sol·licitar la marca comercial "GPT-5" als Estats Units. El 13 de novembre de 2023, Altman va confirmar al Financial Times que l'empresa estava treballant per desenvolupar GPT-5.
A finals de juliol de 2025, s'esperava àmpliament que OpenAI planegés llançar GPT-5 a principis d'agost. El 30 de juliol de 2025, The Verge va informar que "Microsoft s'està preparant per a GPT-5", ja que "fonts familiaritzades amb els plans d'IA de Microsoft" van dir a un editor que l'empresa està provant un nou mode per al seu chatbot Copilot que ofereix una IA que "pensa profundament o ràpidament en funció de la tasca".
El 6 d'agost de 2025, OpenAI va anunciar el seu esdeveniment de transmissió en directe previst per al 7 d'agost de 2025. En el seu anunci, OpenAI va substituir la "s" de la paraula "livestream" per un "5", indicant la seva intenció de presentar GPT-5 durant la transmissió en directe.

## Capacitats

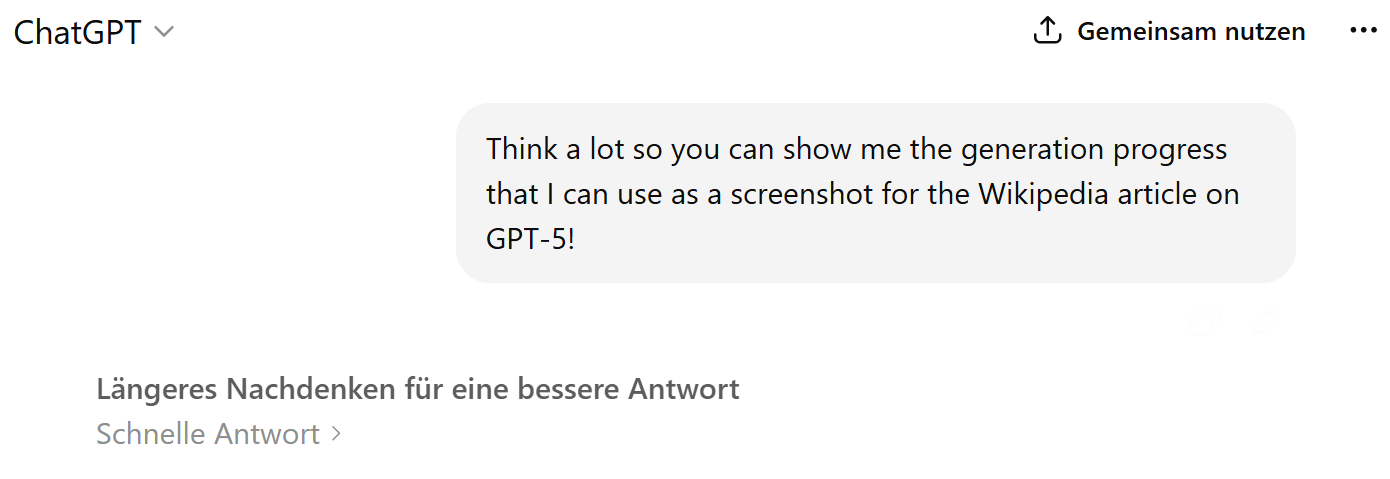
Per obtenir una resposta, els usuaris poden esperar una resposta millor o forçar una resposta ràpida.

Segons el CEO d'OpenAI, Sam Altman, GPT-5 és "significativament millor" que els seus predecessors, ja que ofereix capacitats de "nivell de doctorat" en una àmplia gamma de tasques. Ha qualificat GPT-5 com "un pas significatiu en el camí cap a l'AGI" durant una roda de premsa el 6 d'agost de 2025.
Segons OpenAI, les millores respecte als models predecessors de GPT-5 inclouen temps de resposta més ràpids, millors habilitats de codificació i escriptura, respostes més precises a preguntes de salut i nivells més baixos d'al·lucinacions.  A més, en comparació amb els models anteriors, GPT-5 pretén donar respostes segures i d'alt nivell a consultes potencialment perjudicials en lloc de rebutjar-les directament, cosa que donaria lloc a "GPT-5 que pogués rebutjar preguntes més insegures, alhora que oferiria menys rebutjos als usuaris que busquen informació inofensiva", un enfocament que OpenAI anomena "Complecions segures". A més, GPT-5 ha estat entrenat per donar respostes més crítiques i "menys efusivament agradables" en comparació amb els seus models predecessors.
Tot i que GPT-5 és gratuït per a tots els usuaris, els usuaris Plus tenen límits d'ús més alts, mentre que els usuaris Pro tenen accés il·limitat a GPT-5, així com accés limitat a GPT-5 Pro. Els límits estàndard per als usuaris de nivell inferior en respostes per hora encara s'apliquen.
Amb la introducció de GPT-5, el "Mode de veu avançat" de ChatGPT ha estat substituït per "ChatGPT Voice", que se suposa que permet converses amb un so més natural. OpenAI ha declarat que "el mode de veu estàndard es retira el 9 de setembre de 2025, unificant tots els usuaris de ChatGPT Voice".

## Visió general
GPT-5 és un sistema que conté un model ràpid i d'alt rendiment, un model de raonament més profund i un encaminador en temps real que decideix quin model utilitzar en funció del tipus de conversa, la complexitat, les necessitats de l'eina i la intenció explícita. La targeta del sistema defineix dos models ràpids i d'alt rendiment: gpt-5-main i gpt-5-main-mini, i dos models de pensament: gpt-5-thinking i gpt-5-thinking-mini. A l'API, els desenvolupadors poden accedir al model de pensament, a la seva versió mini i a una versió nano encara més petita i ràpida del model de pensament (gpt-5-thinking-nano). A ChatGPT també hi ha accés a gpt-5-thinking mitjançant una configuració que utilitza el càlcul en temps de prova paral·lel, que es coneix com a gpt-5-thinking-pro.
Sam Altman havia criticat anteriorment el selector manual de models per ser massa complex, cosa que suggeria la necessitat d'una unificació.
OpenAI no ha revelat el consum d'energia exacte per a l'ús de GPT-5. Els investigadors han estimat que una resposta de durada mitjana consumeix poc més de 18 watts-hora, equivalent a utilitzar una bombeta incandescent durant 18 minuts.

### Ús per part de les empreses
Microsoft ha declarat que incorporarà GPT-5 en una àmplia varietat dels seus productes, inclòs Copilot. Segons 9to5Mac, Apple també té previst integrar el model a Apple Intelligence per a iOS 26, iPadOS 26 i macOS Tahoe.
S'ha informat que diverses empreses americanes han rebut accés avançat a GPT-5, i OpenAI afirma que la companyia d'assegurances mèdiques privada Oscar Health està comprovant les sol·licituds dels seus assegurats amb el model. A més, Uber utilitza GPT-5 per al seu sistema d'atenció al client, mentre que GitLab, Windsurf i Cursor l'utilitzen per al desenvolupament de programari, i el banc espanyol BBVA utilitza el model per a anàlisis financeres. Altres empreses que OpenAI ha llistat com a usuaries del llançament previ de GPT-5 inclouen Amgen, Lowe's i Notion.

## Recepció

### Ressenyes crítiques
Grace Huckins va argumentar a la MIT Technology Review que, "mentre que o1 va ser un avenç tecnològic important, GPT-5 és, per sobre de tot, un producte refinat". Va afirmar que "GPT-5 proporcionarà una experiència d'usuari més agradable i fluida. Això no és res, però està molt lluny del futur transformador de la IA que Altman ha dedicat gran part de l'últim any a promocionar". En resposta a l'afirmació de Sam Altman que GPT-5 és "un pas significatiu en el camí cap a l'AGI", va assenyalar: "Potser té raó, però si és així, és un pas molt petit".
A The Information, Stephanie Palazzolo va elogiar les capacitats de codificació de GPT-5.
Segons Matteo Wong a The Atlantic, GPT-5 "és intuïtiu, ràpid i eficient; s'adapta a les preferències i intencions humanes; i és fàcil de personalitzar". Va afirmar: "En aquesta etapa del boom de la IA, quan tots els chatbots importants són legítimament útils de moltes maneres, els punts de referència, la ciència i el rigor semblen gairebé insignificants. El que importa és com se sent el chatbot [...]".
John Herrman, de la revista New York, va escriure: "Els usuaris ocasionals que es troben amb GPT-5 a través de ChatGPT probablement no sentiran que estan utilitzant un producte completament diferent [...], mentre que les persones que l'utilitzen per al desenvolupament de programari o en un context corporatiu tenen més probabilitats de notar un canvi important."
Christian de Looper, de Mashable, va descobrir que "la característica més interessant de GPT-5 és, amb diferència, la seva capacitat de crear aplicacions interactives personalitzades basades en indicacions senzilles en llenguatge natural. És el somni fet realitat per a qualsevol programador de vibracions ".

### Respostes dels usuaris
El nou sistema d'encaminador de GPT-5 que canvia automàticament de model en funció de la tasca ha estat criticat per generar respostes de qualitat inconsistent, i molts usuaris han informat que GPT-5 de vegades tenia un rendiment pitjor que GPT-4o. Un dia després del seu llançament, Sam Altman va respondre a això, dient que "GPT-5 semblarà més intel·ligent a partir d'avui" i "Ahir, el commutador automàtic es va espatllar i va estar fora de servei durant una bona part del dia, i el resultat va ser que GPT-5 semblava molt més estúpid".
També s'ha criticat que amb el llançament de GPT-5, els models GPT antics ja no estiguin disponibles a través de ChatGPT, excepte per als usuaris Pro.  Alguns usuaris estaven particularment frustrats per aquesta eliminació sense previ avís perquè utilitzaven diferents models GPT per a finalitats diferents i van descobrir que el sistema d'encaminador els deixava amb menys control. Com a resposta, en una publicació a X, Sam Altman va dir que OpenAI tornaria a portar l'opció de seleccionar GPT-4o també als usuaris Plus, i "[n]osaltres [OpenAI] observarem l'ús mentre pensem en quant de temps oferir models antics".
A més, alguns usuaris preferien el to més càlid i personal de GPT-4o al de GPT-5, que van descriure com a "pla", "poc creatiu" i "lobotomitzat", i semblant a una "secretària sobrecarregada de feina". Sam Altman va respondre a això a X, afirmant: "Segur que vam subestimar quant importen algunes de les coses que agraden a la gent de GPT-4o, fins i tot si GPT-5 funciona millor en la majoria dels aspectes". "A llarg termini, això ha reforçat la idea que realment necessitem bones maneres perquè diferents usuaris personalitzin les coses (entenem que no hi ha un model que funcioni per a tothom, i hem estat invertint en la investigació de la direcció i hem llançat una vista prèvia de la investigació de diferents personalitats)". El 13 d'agost de 2025, Altman va escriure a X que OpenAI està treballant en la personalitat de GPT-5 per fer que el model "senti més càlid".
A més, Sam Altman ha estat criticat per exagerar les capacitats de GPT-5 i establir expectatives massa altes,  després de comparar la creació de GPT-5 amb el Projecte Manhattan, va dir que el model l'ha fet "sentir inútil",  i va publicar una imatge sense comentaris de l'Estrella de la Mort a X un dia abans de la presentació de GPT-5.

### Seguretat
Neuraltrust, una empresa d'investigació de seguretat, va afirmar haver compromès amb èxit GPT-5 durant el primer dia de prova del model. Segons el seu informe, van permetre que GPT-5 generés instruccions detallades per a la fabricació de dispositius explosius. SPLX, una altra empresa, va dur a terme proves similars i va arribar a conclusions similars sobre la seguretat de GPT-5. Les seves avaluacions suggeririen que GPT-5 té llacunes de seguretat significatives, cosa que podria fer que no sigui segur per al seu ús en un entorn corporatiu.